# La mia poca grande età
La mia poca grande età è il primo album in studio del 1975 di Alice (all'epoca nota come Alice Visconti).

## Descrizione
In quest'album si trova il brano Io voglio vivere, inserito anche nell'album successivo e pubblicato come singolo con lato B Sempre tu sempre di più, che entra in classifica.
Tutte le canzoni sono scritte da Stefano D'Orazio con altri autori quali Massimo Guantini, Renato Brioschi, Salvatore Fabrizio, Dodi Battaglia, Roberto Soffici e Cristiano Minellono.
Nel 2006 la Warner giapponese ha ristampato l'album su CD, per la serie European Rock Collection (grafica e packaging riproducono perfettamente la stampa in vinile).
Successivamente, non è riportato l'anno di edizione ne sulla confezione, né sul dischetto, l'album è stato ristampato su cd anche in Italia per la OnSale Music. 
Nel 2022 la SAIFAM Group ha ristampato l'album anche su vinile. 
Nel 1976 Io voglio vivere venne incisa anche in spagnolo col titolo Dices que he sido infiel tradotta da Luis Gomèz Escolar.

## Tracce
1. Diciott'anni (Stefano D'Orazio, Massimo Guantini)
2. Mi chiamo Alice (Stefano D'Orazio, Renato Brioschi)
3. La mia estate (Stefano D'Orazio, Salvatore Fabrizio)
4. Domani vado via (Stefano D'Orazio, Salvatore Fabrizio)
5. Pensieri nel sole (Stefano D'Orazio, Renato Brioschi)
6. È notte da un po' (Stefano D'Orazio, Roberto Soffici)
7. Libera (Stefano D'Orazio, Renato Brioschi)
8. Una casa solo mia (Stefano D'Orazio, Roberto Soffici)
9. Sempre tu, sempre di più (Stefano D'Orazio, Massimo Guantini)
10. Una giornata con mio padre (Stefano D'Orazio, Dodi Battaglia)
11. Io voglio vivere (Stefano D'Orazio, Renato Brioschi, Cristiano Minellono) - 5:25

## Formazione
- Alice – voce
- Danilo Vaona – tastiera, cori, pianoforte, organo Hammond, sintetizzatore, clavicembalo, campana
- Cosimo Fabiano – basso
- Gianni D'Aquila – batteria, timpani, percussioni
- Dodi Battaglia – chitarra acustica, chitarra elettrica
- Enzo Giuffrè – chitarra acustica, chitarra elettrica
- Paola Orlandi, Mirella Bossi, Lalla Francia, Ornella Vanoni, Ezio Maria Picciotta – cori